# Squaloliparis dentatus
Squaloliparis dentatus is een straalvinnige vissensoort uit de familie van slakdolven (Liparidae). De wetenschappelijke naam van de soort is voor het eerst geldig gepubliceerd in 1988 door Kido.